# Bund Niederländischer Architekten
Der Bund Niederländischer Architekten (niederländisch: Bond van Nederlandse Architecten, eigentlich Koninklijke Maatschappij tot bevordering der Bouwkunst Bond van Nederlandse Architecten) ist ein Berufsverband für Architekten in den Niederlanden. Er vertritt 2900 Mitglieder und 1400 Büros (Stand September 2006).

## Geschichte
1908 ging aus verschiedenen Berufsvereinigungen der Bond van Nederlandse Architecten hervor.
H.P. Berlage war die treibende Kraft hinter der Vereinigung, die 1957 das Prädikat „Koninklijk“ verwarf.
Seit 1990 die Mitglieder der Nederlandse Architecten Vereniging beigetreten sind, ist der BNA die einzige Berufsorganisation für Architekten in den Niederlanden.

## Ziele
Die Vereinigung vertritt für ihre Mitglieder die gesellschaftlichen, ökonomischen und kulturellen Belange von Architektur und Architekten, um so eine optimale Arbeitsgrundlage zu schaffen. Der BNA will eine inspirierende und anregende Plattform für seine Mitglieder sein. Dabei ist der kulturelle Auftrag unmittelbar verbunden mit der Wahrung der Interessen seiner Mitglieder in der täglichen Berufspraxis; innerhalb des BNA arbeiten Architekten ständig an einer Verbesserung der Arbeitsbedingungen.